# بارباديلو ديل بيز
بلدية بارباديلو ديل بيز (بالإسبانية: Barbadillo del Pez)‏، هي إحدى بلديات مقاطعة برغش، التي تقع في منطقة قشتالة وليون، والتي تقع في شمال غرب إسبانيا.
يبلغ عدد سكانها 101 نسمة وفقاً لإحصائية سنة (2002).